# MeeGo
A MeeGo egy Linux alapú, nyílt forráskódú szabad mobil operációs rendszer volt, melyet 2010-ben a Mobile World Congress-en jelentett be az Intel és a Nokia közösen. A két cég egyesíti mobil platformra szánt operációs rendszerét, az Intel a Moblin-t a Nokia pedig a Maemo-t, így jött létre az új operációs rendszer, mely kompatibilis marad mindkét elődjével.
A felhasználói felület keretrendszere Qt alapú maradt (a Nokia-féle Maemo-ból átemelve) a szoftver platform követte az Intel által készített Moblint. A projekt hosztját a Linux Foundation látta el.
Az első és utolsó kereskedelmi forgalomban is kapható MeeGo alapú eszköz a Nokia N9 okostelefon. Mivel a Nokia-Intel együttműködés kezdetén már folyamatban volt a Maemo 6-os rendszer fejlesztése így a Nokia N9-ben csak a MeeGo felhasználói felületét alkalmazták. A háttérben a Maemo 6 operációs rendszer fut. Az operációs rendszert MeeGo/Harmattan néven adták ki.
A Nokia 2011 közepétől Windows alapú okos telefonok fejlesztésébe fogott, így kihátrált a MeeGo projektből. A Nokia visszalépését az Intel bejelentése követte az év szeptemberében. A Linux Foundationnel és a Samsunggal közösen a MeeGot hátrahagyva az új Tizen projekt fejlesztésébe kezdtek.